# قائمة جهات المغرب حسب المساحة
هذه قائمة لجهات المغرب حسب المساحة طبقا للتقسيم الإداري الجديد :
| الترتيب | موقع الجهة على الخريطة | الجهة                      | المساحة |
| ------- | ---------------------- | -------------------------- | ------- |
| 1       |                        | جهة العيون الساقية الحمراء | 140,018 |
| 2       |                        | جهة الداخلة وادي الذهب     | 130,898 |
| 3       |                        | جهة درعة تافيلالت          | 115,592 |
| 4       |                        | جهة سوس ماسة               | 53,789  |
| 5       |                        | جهة الشرق                  | 49,266  |
| 6       |                        | جهة كلميم واد نون          | 46,108  |
| 7       |                        | جهة بني ملال خنيفرة        | 41,033  |
| 8       |                        | جهة فاس مكناس              | 40,075  |
| 9       |                        | جهة مراكش آسفي             | 39,167  |
| 10      |                        | جهة الدار البيضاء سطات     | 19,448  |
| 11      |                        | جهة الرباط سلا القنيطرة    | 18,194  |
| 12      |                        | جهة طنجة تطوان الحسيمة     | 17,262  |